# Чиркович, Лазар
Ла́зар Чи́ркович (серб. Лазар Ћирковић; 22 августа 1992, Ниш, СФРЮ) — сербский футболист, защитник. В настоящее время выступает за «Партизан».

## Карьера
Чиркович начал свою профессиональную карьеру в футбольном клубе «Рад» в сезоне 2010/2011. Следующий сезон 2011/2012 Лазар провёл в команде «Палич» на правах аренды. В августе 2014 года подписал четырёхлетний контракт с белградским «Партизаном». Дебютировал в основном составе 18 сентября 2014 года в матче лиги Европы против английского клуба «Тоттенхэм Хотспур».
За молодёжную сборную Сербии впервые сыграл 15 октября 2013 года против сверстников из Северной Ирландии. В 2015 году принимал участие в чемпионате Европы.

## Достижения
Партизан
- Чемпион Сербии: 2014-15, 2016-17
- Обладатель кубка Сербии: 2016-17